# Pilae

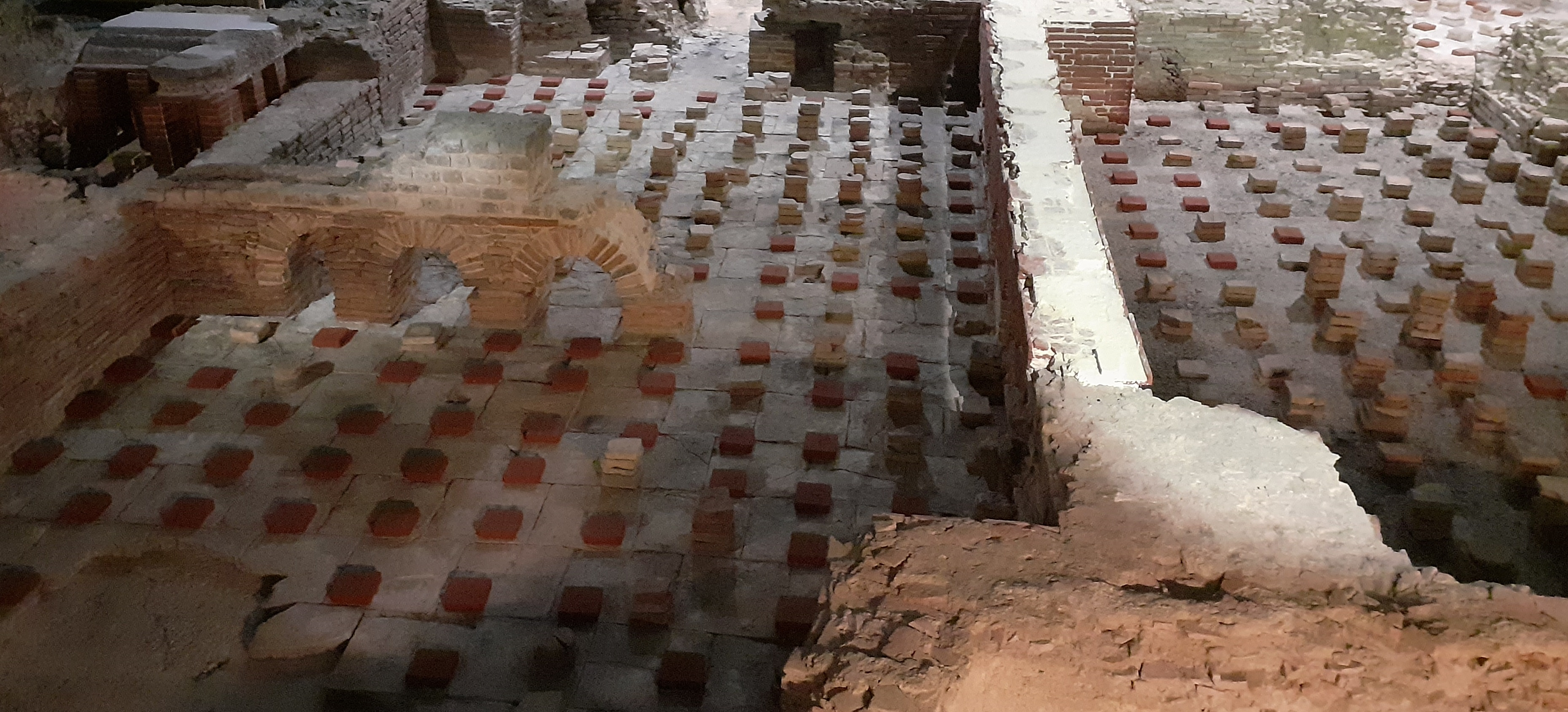
Rijen pilae in het Thermenmuseum in Heerlen.

Pilae, Latijn, meervoud van pila "pilaar", zijn stapels ronde of vierkante stenen die ten tijde van de Romeinen werden gebruikt als onderdeel van het hypocaustum, het Romeinse vloerverwarmingssysteem. Deze architecturale techniek was de eerste vorm van vloerverwarming.

## Beschrijving
Het hypocaustum bestaat uit een praefurnium (stookruimte) die in verbinding staat met een holle ruimte onder het te verwarmen vertrek. De vloer van deze ruimte ligt op het grondgesteente of op een bodem van steen, grind en beton. Soms is de ondervloer betegeld, zoals in het badhuis van Coriovallum (Heerlen) en de vloer kan wel 30 cm dik zijn. Op de vloer staan de pilae, pilaren van tussen de 40 en 150 cm hoog die de grote tegels ondersteunen van de suspensura, de zwevende vloer. Deze vloertegels heten bipedales, wat verwijst naar hun afmetingen; 2 bij 2 Romeinse voet (circa 60 bij 60 cm). Sommige vroege pilae bestaan uit één stuk steen, maar meestal is de pilaar opgebouwd uit op elkaar gestapelde lateres, Romeinse bakstenen. Deze bakstenen waren veel dunner dan moderne bakstenen en leken meer op tegels. De stenen konden verschillende afmetingen en vormen hebben, maar de vierkante en ronde lateres bessales "baksteen tweederde" was het gangbaarst. De naam verwijst naar de maat: 2/3 bij 2/3 voet bij vierkante stenen en 2/3 voet in diameter bij ronde stenen, wat overeenkomt met circa 20 cm.